# Beki Smith
Beki Smith, född 25 november 1986, är en friidrottare från Australien. Hon deltog vid olympiska sommarspelen 2012.